# تاریخچه لندن

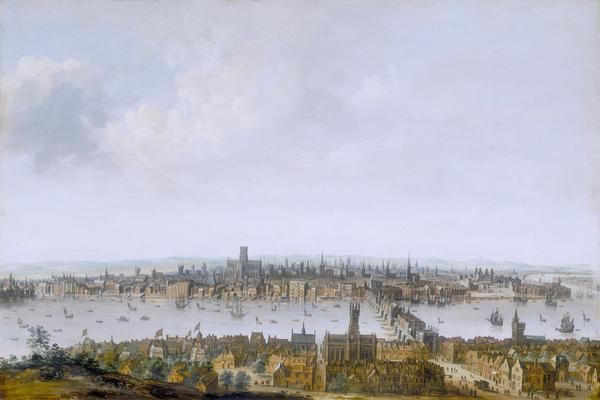
لندن حوالی سال ۱۶۳۰ میلادی

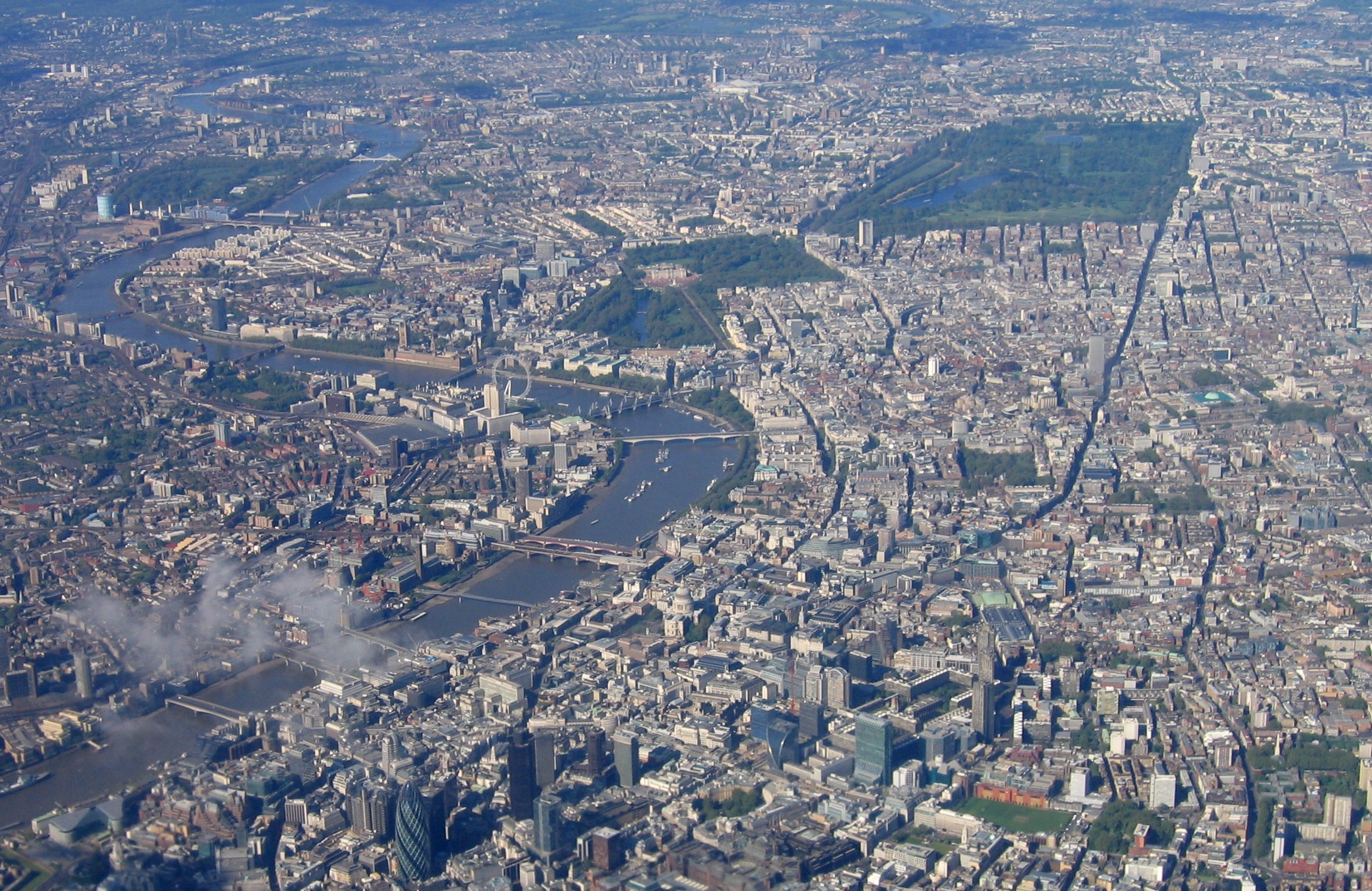
لندن سال ۲۰۰۵ میلادی

تاریخچه لندن (انگلیسی: History of London) پایتخت انگلستان و بریتانیای کبیر دارای تاریخی بیش از ۲۰۰۰ سال می‌باشد. از آن زمان تاکنون، این شهر به عنوان یکی از مهم‌ترین شهرهای قابل توجه اقتصادی و فرهنگی جهان تبدیل گردیده. لندن در عین حال مخاطرات بسیاری را از سر گذرانده که برخی از آنها شهرت بسیاری یافته‌اند از جمله؛ طاعون بزرگ، آتش‌سوزی گسترده، جنگ داخلی، بمباران هوایی، حملات تروریسستی و در نهایت شورش. سیتی لندن اغلب و به سادگی، شهر نامیده می‌شود که عمدتاً شامل هسته تاریخی لندن بزرگ می‌باشد و امروزه تبدیل به منطقه اصلی مالی و اقتصادی گردیده هر چند در حال حاضر، تنها بخشی کوچک از یک کلان‌شهر بزرگتر محسوب می‌گردد.

## نگارخانه

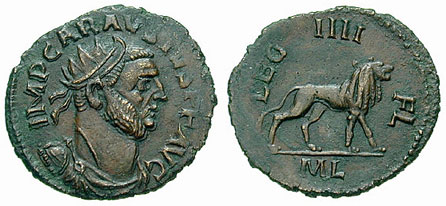
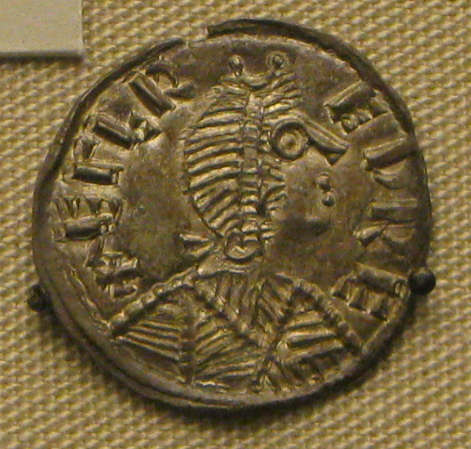
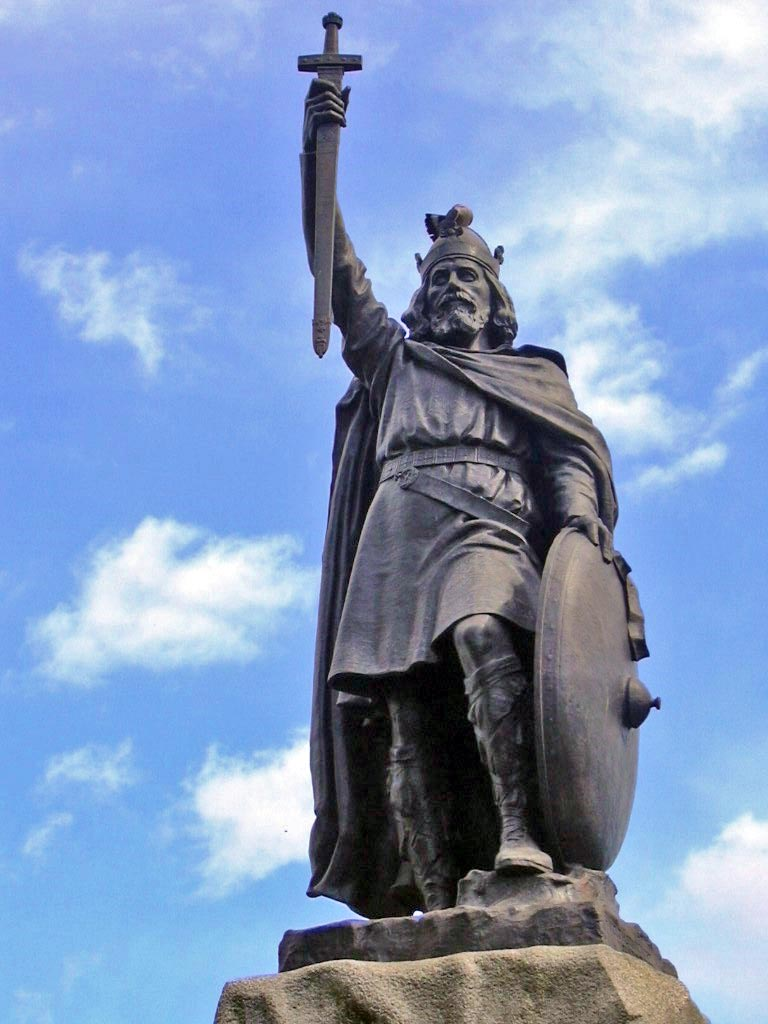
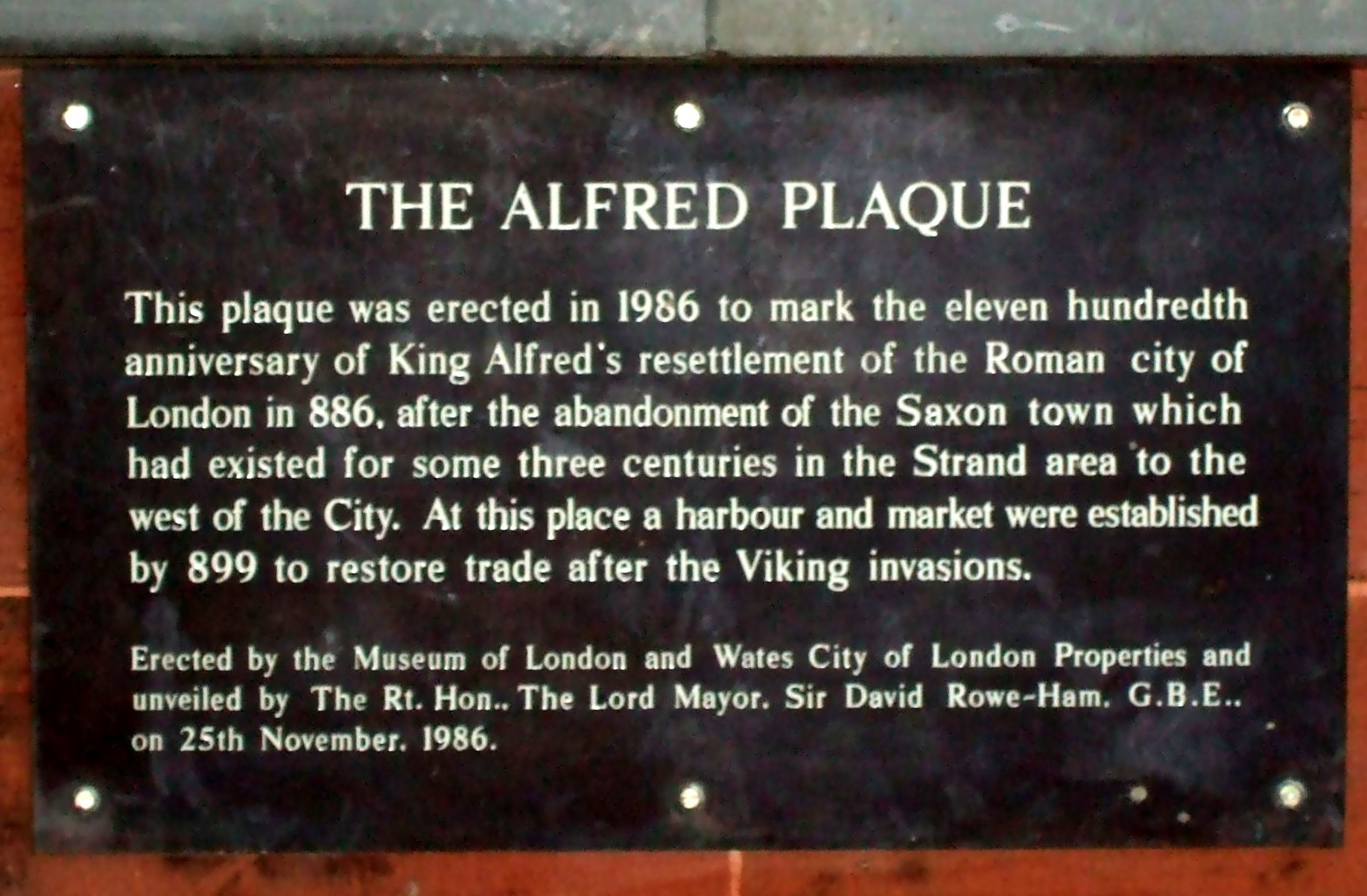
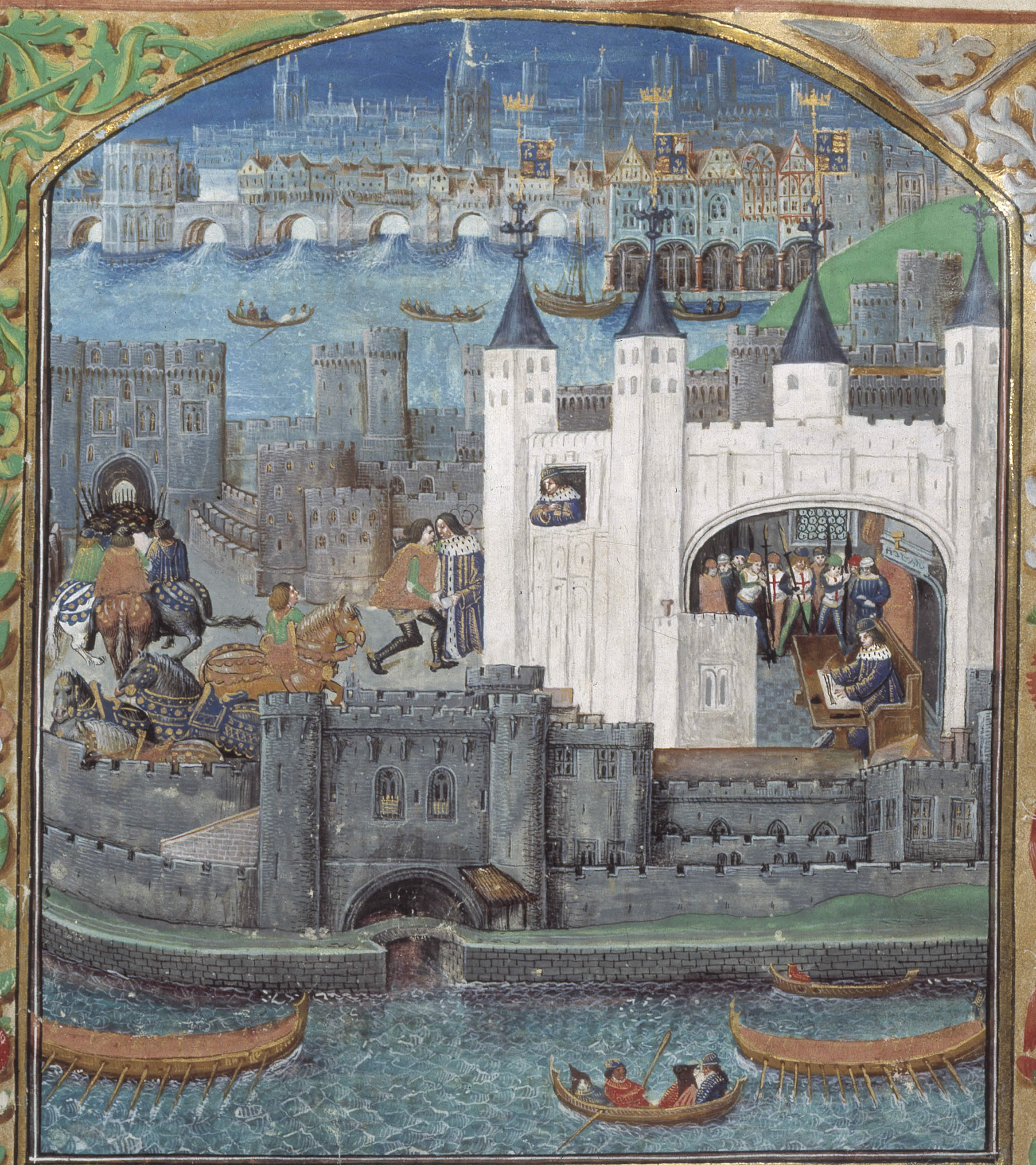
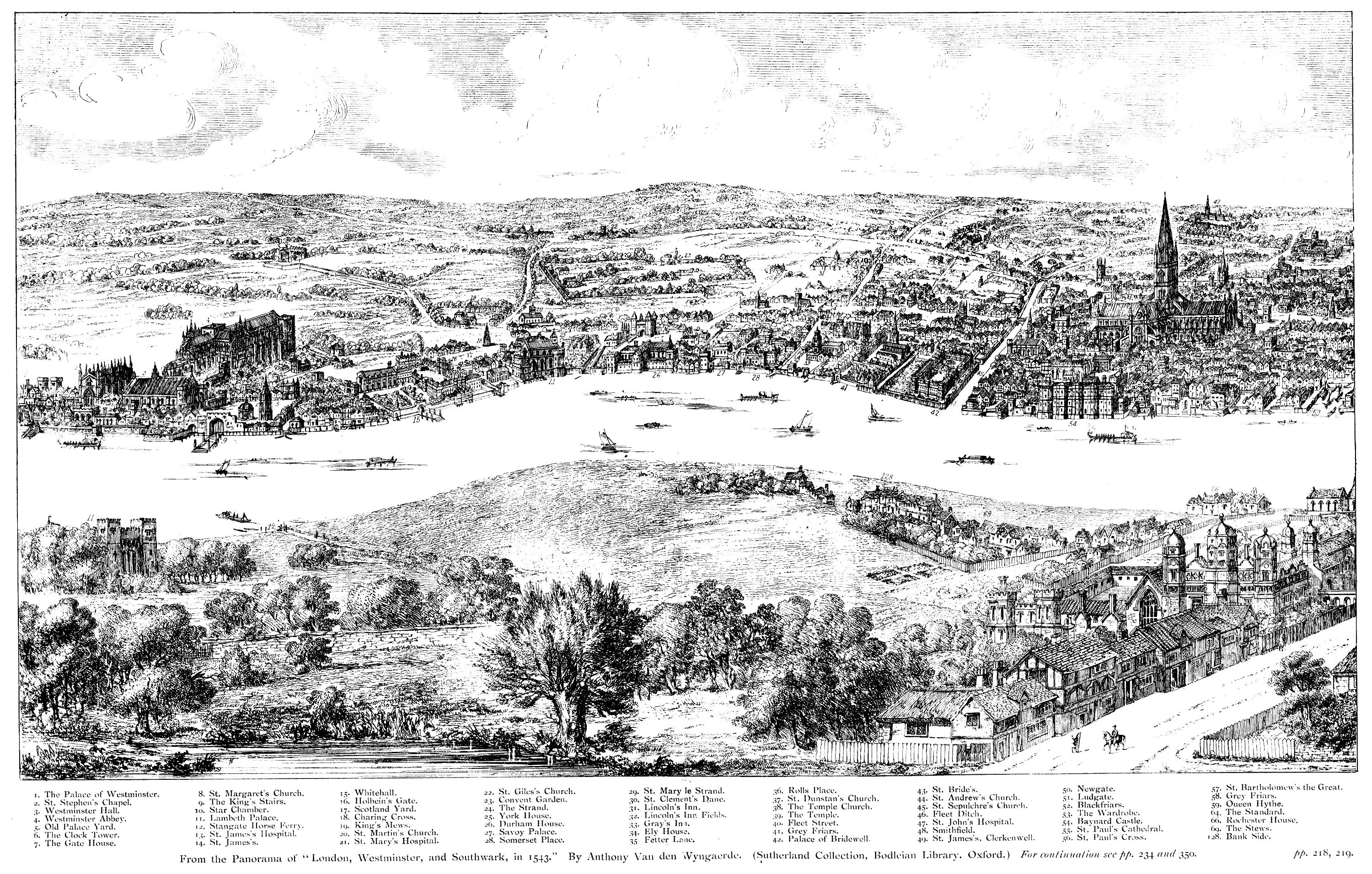
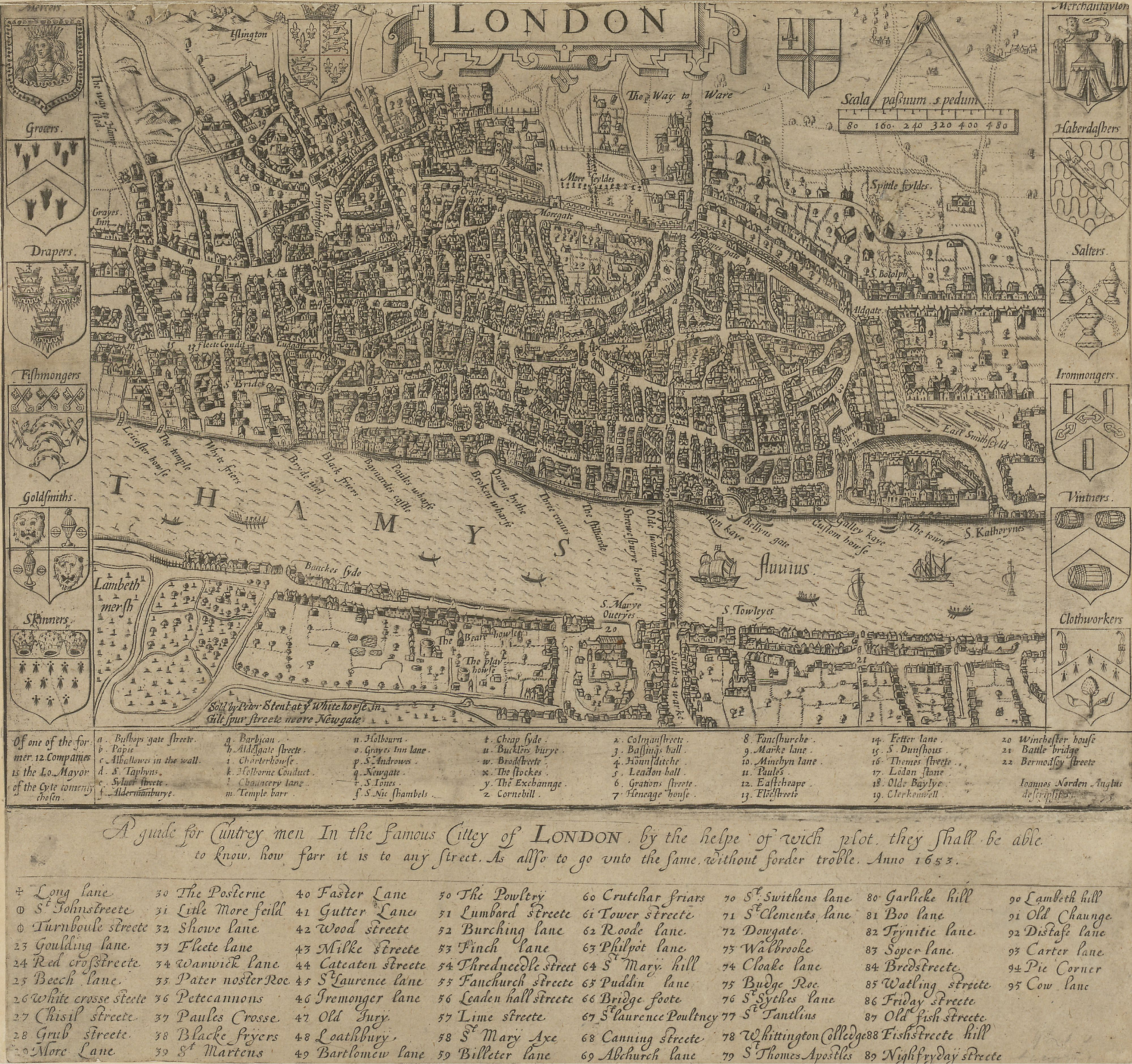
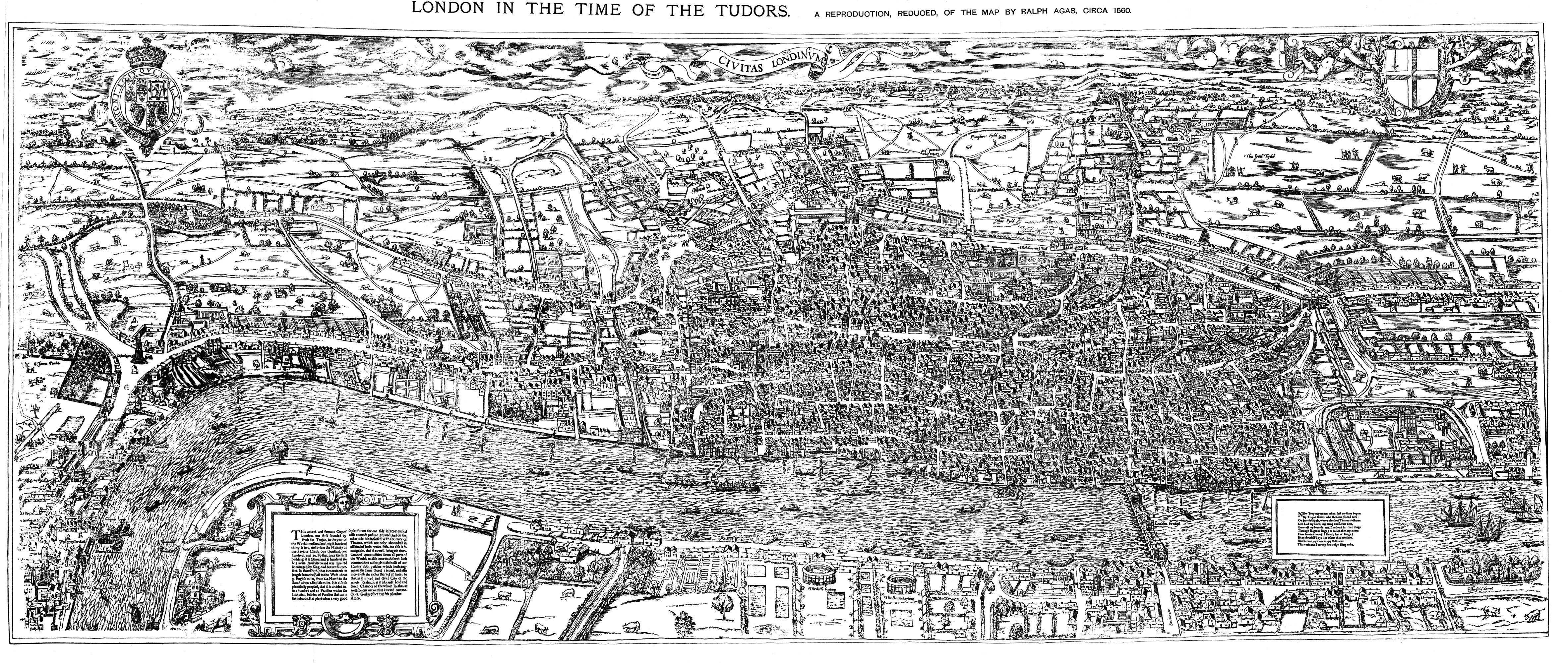
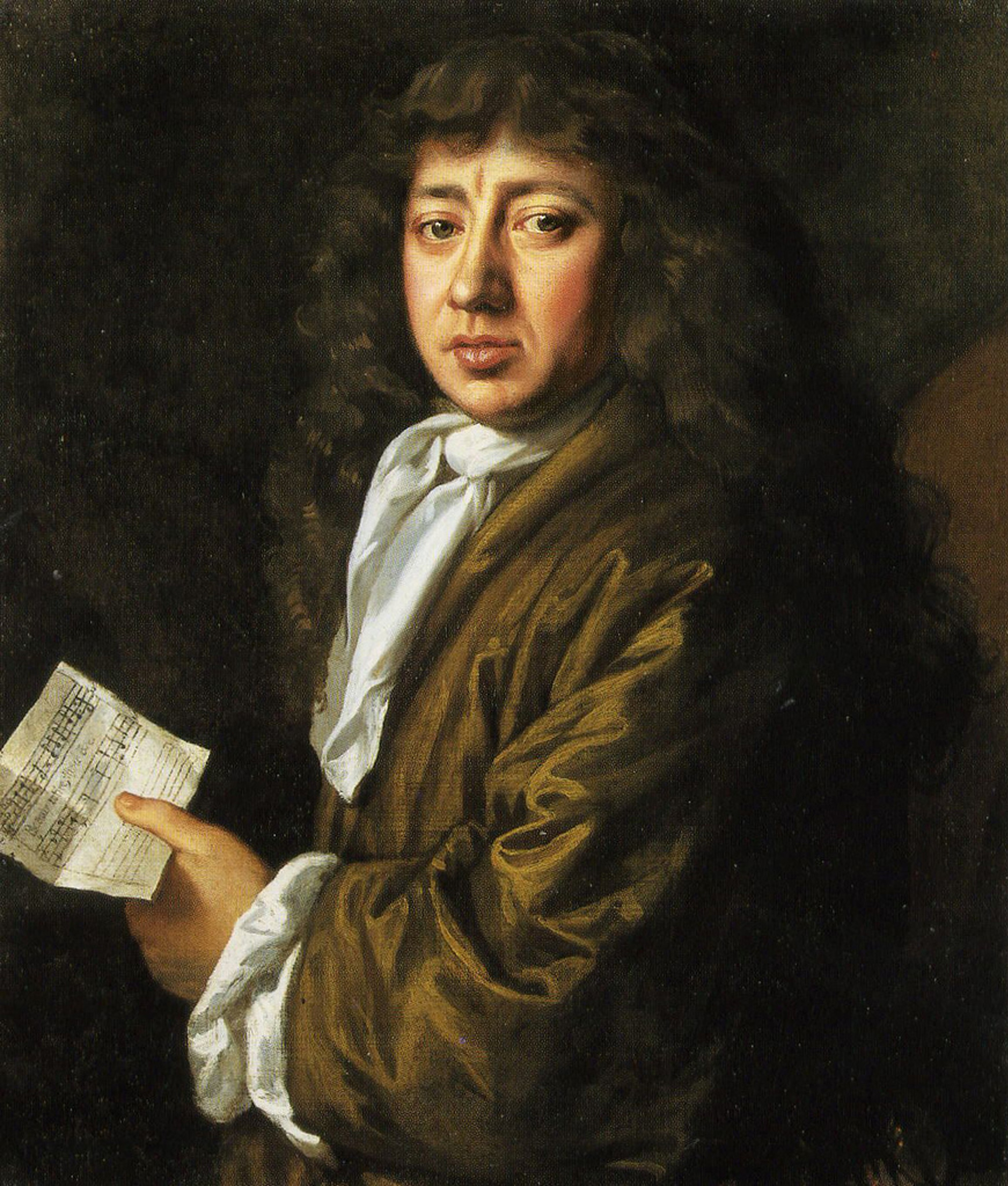
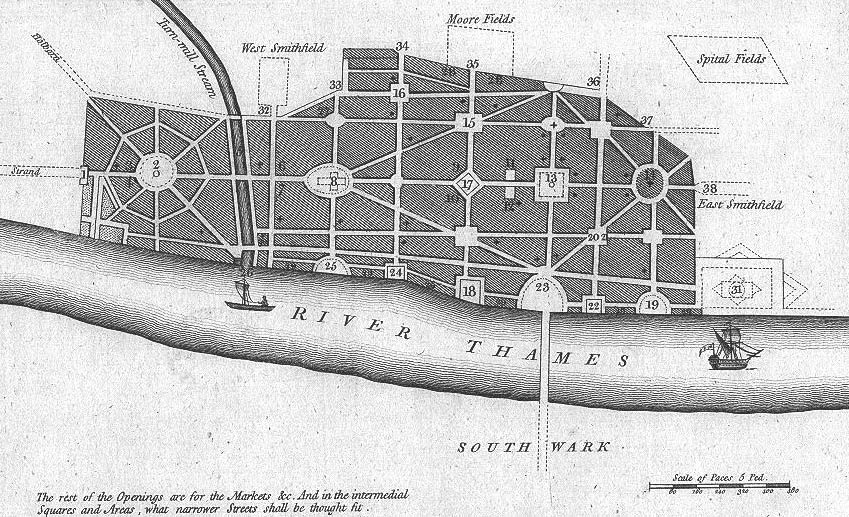
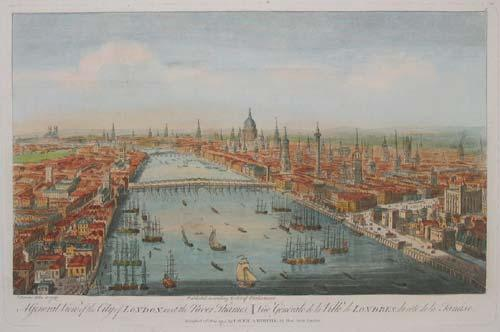
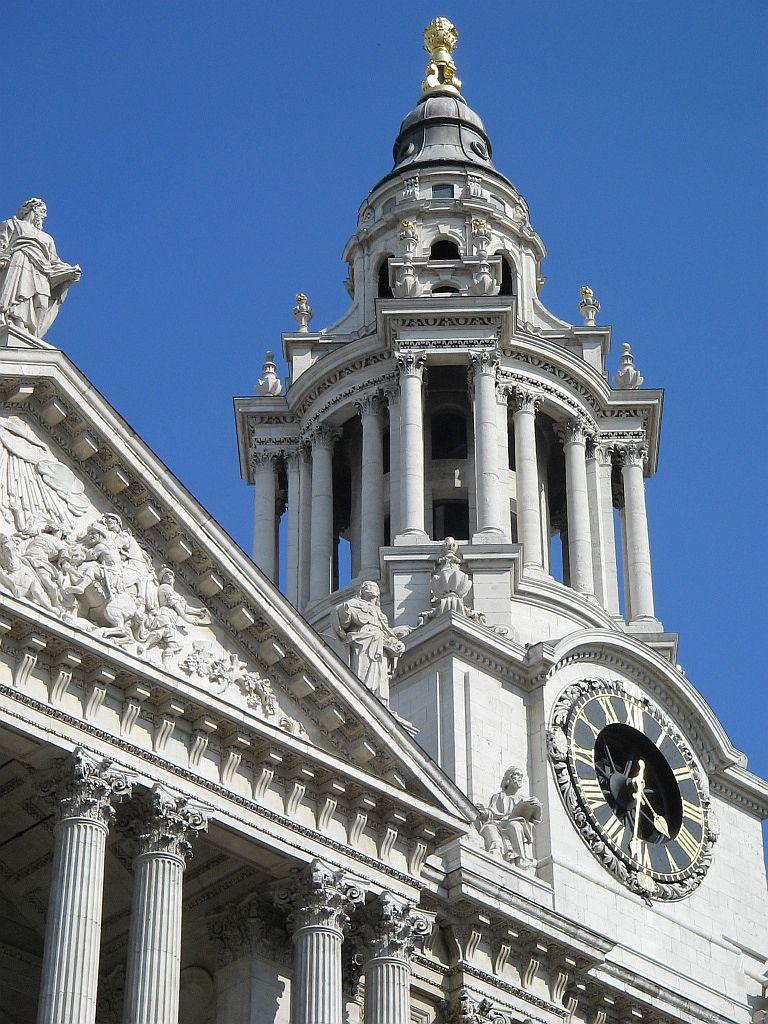
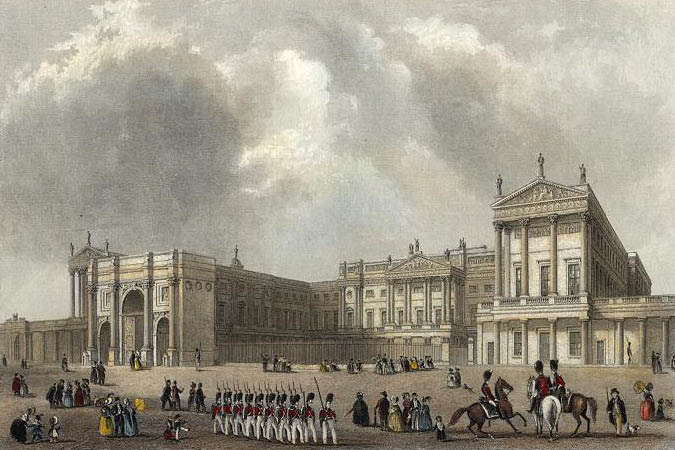
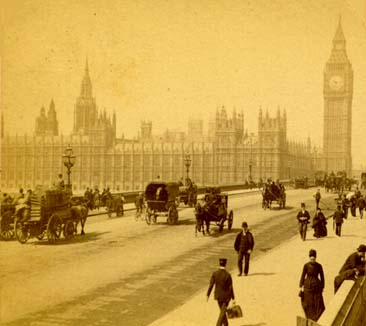
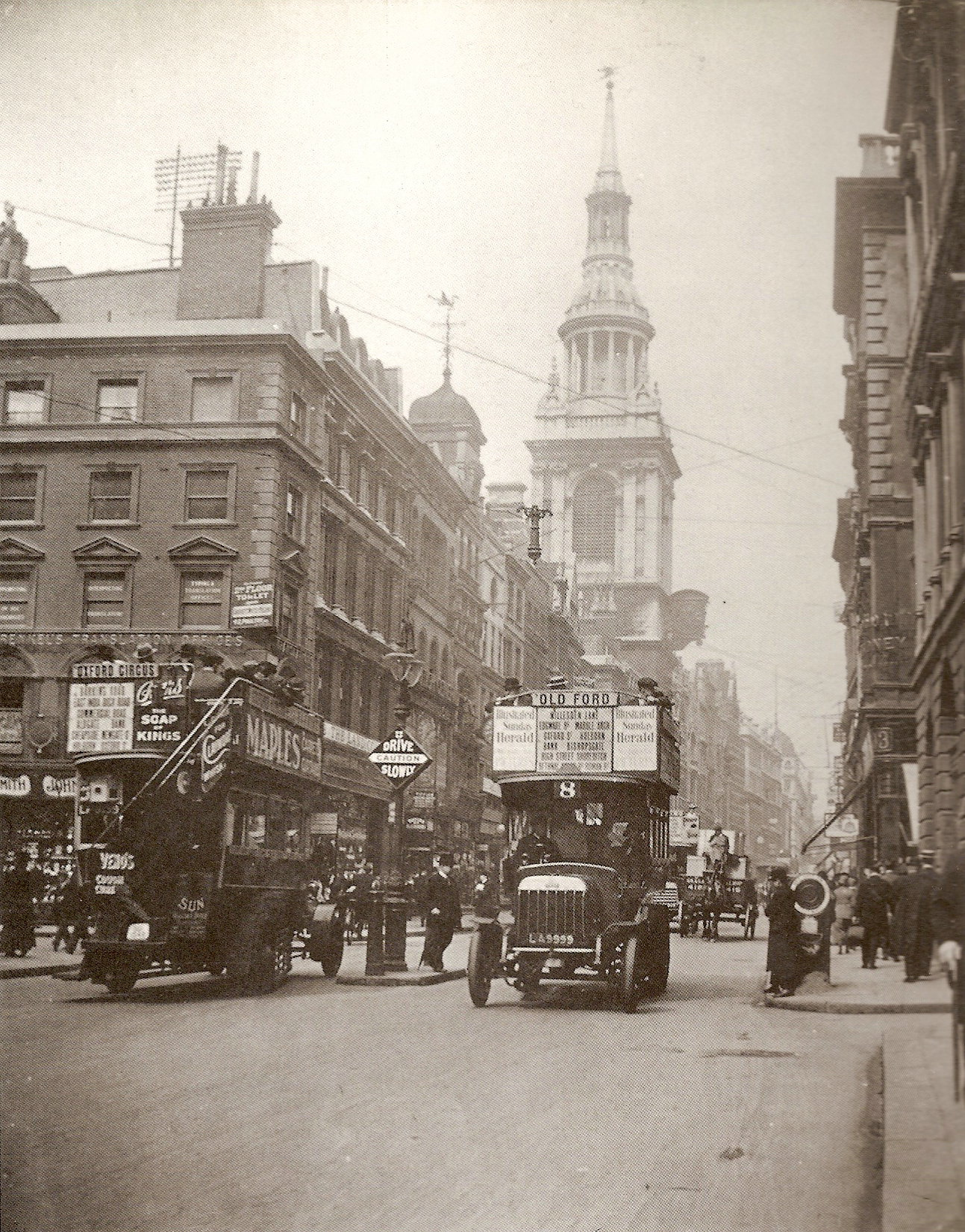
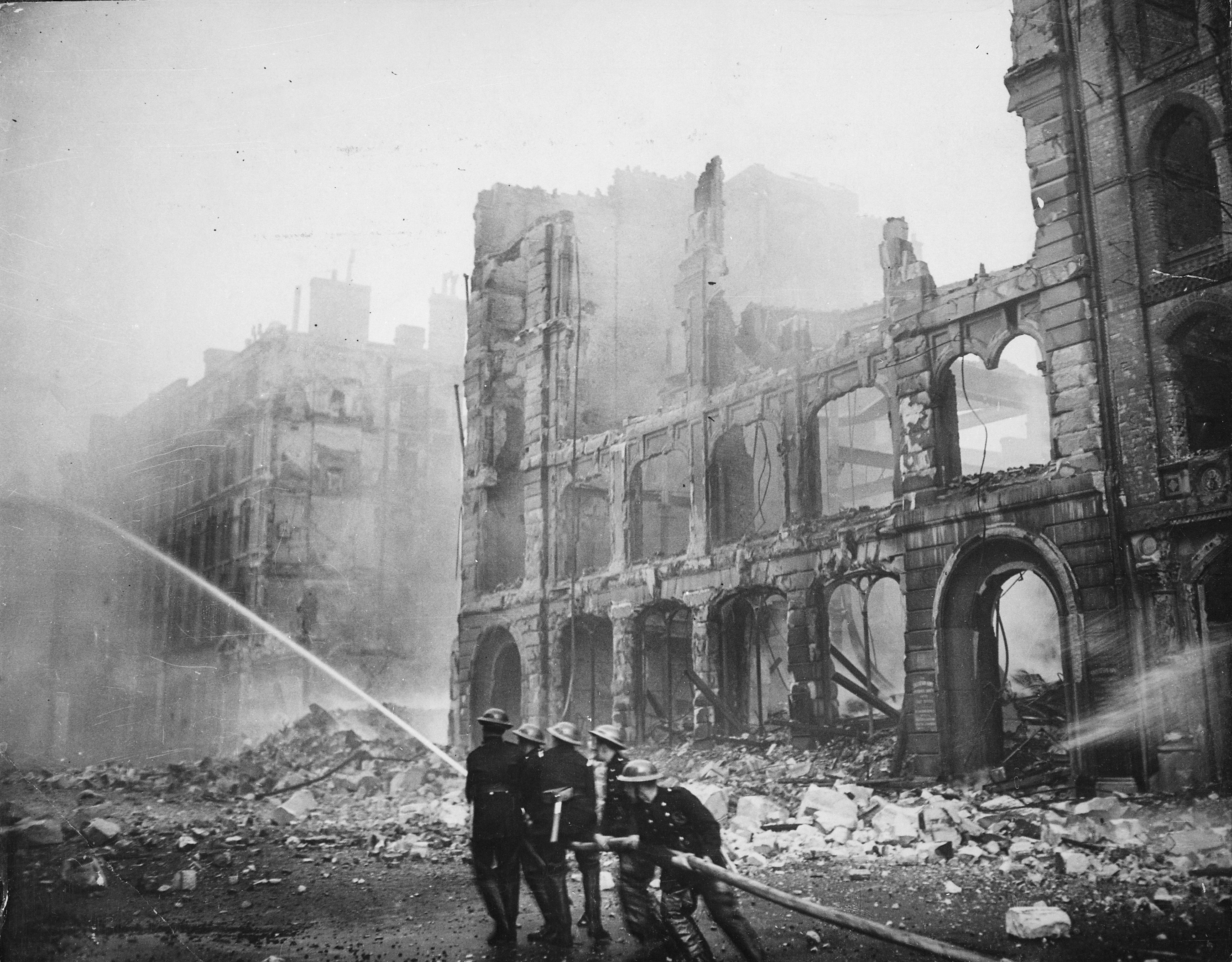
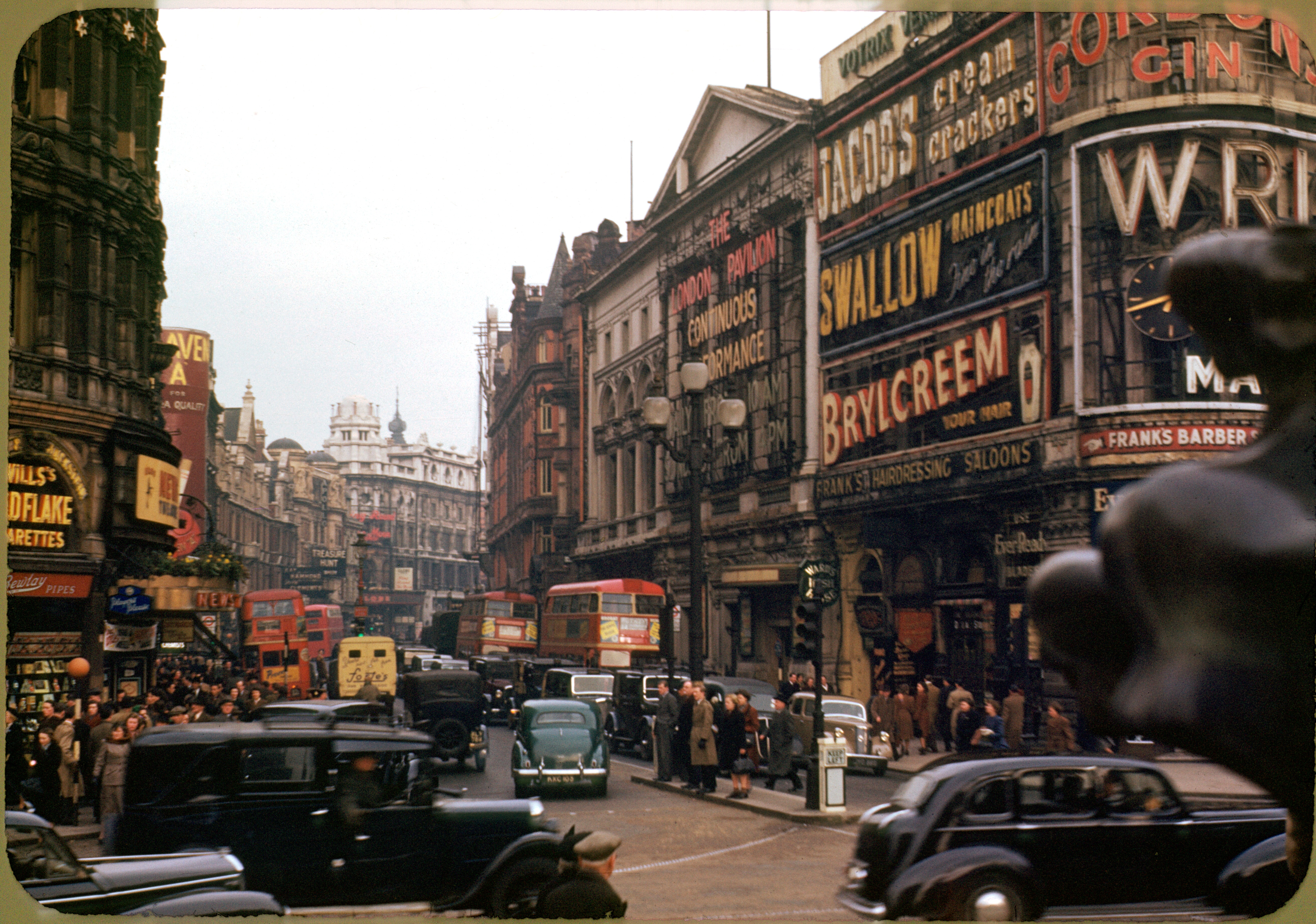
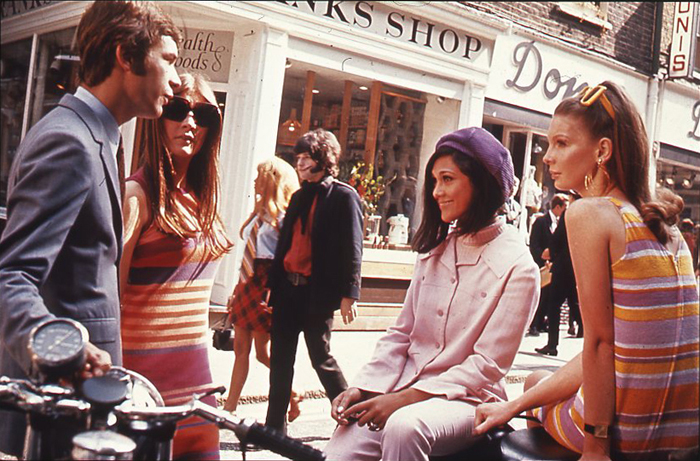
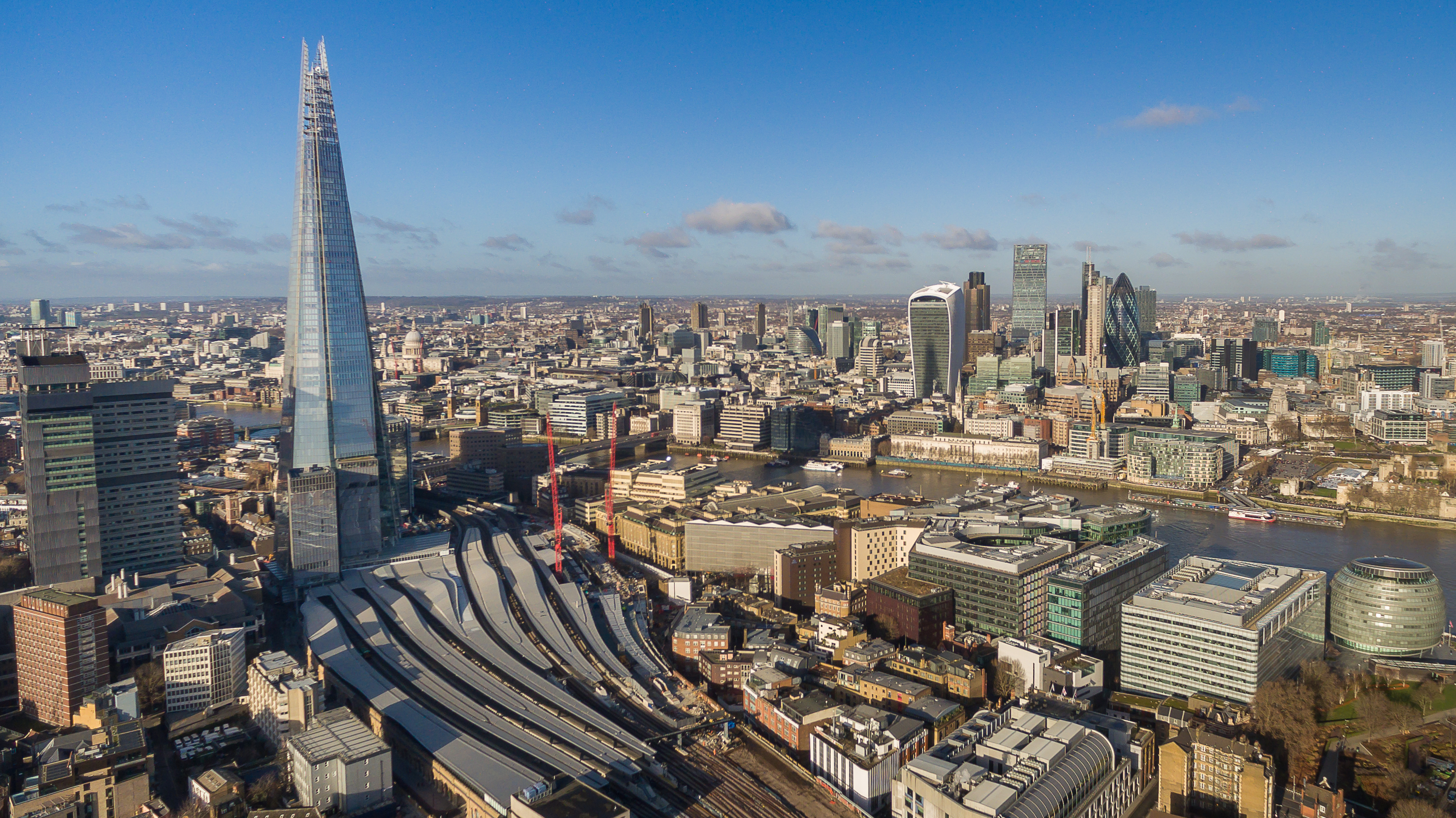